# あ号作戦 (1944年)
1944年のあ号作戦（あごうさくせん）とは、太平洋戦争において日本海軍が計画したマリアナ・豪北・比島方面において要撃決戦を企図した作戦。

## 計画内容
作戦の要点は、敵情判断と油槽船の状況から決戦方面を西カロリンに選定し、潜水艦と索敵機により早期に敵情を把握し、機動艦隊、基地航空部隊の攻撃力を集中して一挙に米機動部隊を撃破、次いで攻略部隊を撃破する方針であった。このため機動部隊は中南部比島に待機し、基地航空部隊は各主要基地に哨戒、要撃兵力を配備するほか、三コ攻撃集団を編成して決戦海面に機動集中できるようにした。そして機動艦隊と基地航空部隊の協同に期待すると共に機動艦隊の決戦においては昼間強襲を建て前とし、遠距離からの先制空襲を重視していた。

## 経過
1944年4月2日、連合艦隊司令長官古賀峯一大将の行方不明（海軍乙事件）により、次席指揮官である南西方面艦隊司令長官の高須四郎大将が連合艦隊の指揮を取ることが発令された。4月12日、連合艦隊電令作第四六号で「Z一作戦要領」が発令され、「Z作戦要領」（3月8日）中の丁作戦（西部ニューギニア北岸方面）を代え、その他は「Z作戦要領」に同じと指示されていた。
4月中旬には新連合艦隊司令部要員が東京に参集しており、軍令部では目前に迫った「あ号作戦」の計画を進めていた。あ号作戦の立案は、連合艦隊司令部の作戦参謀長井純隆、航空参謀淵田美津雄、潜水艦参謀渋谷龍穉、情報参謀中島親孝が中心となって軍令部と連絡を取って行った。4月14日、15日、21日、22日に軍令部との打ち合わせがあった。4月24日、連合艦隊で参謀長以下で連合艦隊作戦計画を作成した。
1944年5月3日、軍令部総長（兼海軍大臣）・嶋田繁太郎は、あ号作戦に関する大海指第三七三号を発令し、連合艦隊司令長官の準拠すべき作戦方針を指示した。同日、連合艦隊司令長官に豊田副武大将が親補され、豊田は機密連合艦隊電令作第七六号を発令し、あ号作戦を指示するとともにZ作戦要領およびZ一作戦要領は廃止した。
1944年5月20日、連合艦隊は「あ号作戦開始」を発令した。
1944年6月13日、連合艦隊司令長官は「あ号作戦決戦用意」を発令し、15日、「あ号作戦決戦発動」を発令。6月19日、マリアナ沖海戦が発生し、日本は敗北した。
8月4日、連合艦隊は次期作戦である捷号作戦のための機密連合艦隊命令作第八五号を発令し、機密連合艦隊電令作第七六号（あ号作戦要領）を廃止した。